# Spontaneous Inventions
Spontaneous Inventions je třetím albem Bobbyho McFerrina. Toto album, konkrétně skladba Another Night in Tunisia přinesla Bobbymu první významné ocenění když vyhrála cenu Grammy za „Nejlepší skladbu pro více hlasů“ a „Nejlepší jazzový mužský zpěv“.
Na albu se podílelo několik hudebníků (klavírista Herbie Hancock, zpěvák Jon Hendricks, saxofonista Wayne Shorter, nebo komik Robin Williams), ale obsahuje i sólové výstupy Bobbyho McFerrina (skladby Thinkin' About Your Body, I Hear Music a Mañana Iguana). Stejně jako v albu The Voice, i tentokrát si Bobby „vypůjčil“ jednu melodii od Beatles, From Me to You.

## Seznam skladeb
1. Thinkin' About Your Body – 3:32
2. Turtle Shoes – 3:35
3. From Me to You – 2:19
4. There Ya Go – 5:38
5. Cara Mia – 2:30
6. Another Night in Tunisia – 4:12
7. Opportunity – 3:53
8. Walkin' – 5:39
9. I Hear Music – 3:54
10. Beverly Hills Blues – 3:52
11. Mañana Iguana – 2:20